# (3243) Skytel
(3243) Skytel (1979 SG9; 1981 EE2) ist ein ungefähr zehn Kilometer großer Asteroid des äußeren Hauptgürtels, der am 19. Februar 1980 von den US-amerikanischen Astronomen Richard Eugene McCrosky, Cheng-yuan Shao, G. Schwartz und J. H. Bulger am Oak-Ridge-Observatorium (damals als Agassiz Station Teil des Harvard-College-Observatorium) entdeckt wurde. Er gehört zur Eos-Familie, einer Gruppe von Asteroiden, die nach (221) Eos benannt ist.

## Benennung
(3243) Skytel wurde anlässlich des 50-jährigen Herausgeberjubiläums nach der für Amateurastronomen herausgegebenen US-amerikanischen Zeitschrift Sky & Telescope benannt.